# Stabæk Fotball
Lo Stabæk Fotball, meglio noto come Stabæk, è una società calcistica norvegese con sede nella città di Bærum. Milita in 1. divisjon, la seconda divisione del campionato norvegese di calcio. Il club è stato fondato il 16 marzo 1912.

## Storia
Stabæk IF è stata fondata il 16 marzo 1912 a Løkkeveien 6 a Bærum ed è stata definita un ragazzo di cenere nel calcio norvegese(riprendendo un'antica fiaba norvegese dove un ragazzo porta "i sani e antichi valori norvegesi")  . Il club ha partecipato a campionati illegali nel West Aker durante la seconda guerra mondiale , partite internazionali non ufficiali contro Aston Villa e Partick Thistle e ha avuto un piccolo periodo di grandezza alla fine degli anni '60 con quasi promozione alla Serie Elite e perdita dei quarti di finale 2-4 contro Strømsgodset nella finale di coppa nel 1970 . Gli anni '80 furono il capitolo più oscuro della storia del club, con il 1984 come punto di fondo assoluto in cui Stabæk passò alla quinta divisione con 5 punti su 18 partite e 21 cartellini rossi - l'unica volta nella storia norvegese che una squadra ha raccolto più cartellini rossi di punti per un'intera stagione  .
L'avventura calcistica Stabæk è iniziata mercoledì 28 novembre 1990 quando un gruppo di leader si è incontrato a Parkveien 35, tra cui Ingebrigt Steen Jensen e Peder Stian Madsen . Il gruppo ha deciso di rendere Stabæk una grande potenza nel calcio norvegese con il motto « Ullevaal 95». Il nome ha lasciato intendere la finale di coppa del 1995 . La squadra passò rapidamente dalla 4ª divisione alla Tippeligaen e debuttò lì nel 1995. Non ci fu la finale di coppa quell'anno, ma nel 1998, quando Rosenborg fu sconfitto per 3-1 dopo ulteriori turni. 5000 persone si sono presentate al Bekkestua una fredda domenica pomeriggio autunnale per celebrare la coppa d'oro  .
Dopo essersi trasferito nel 2004, Stabæk ha vinto la prima divisione e quindi è tornato al Tippeligaen nel 2005. Nel 2006 la squadra è arrivata al quinto posto nel Tippeligaen e Daniel Nannskog è diventato il capocannoniere della lega. L'anno seguente, il club vinse l'argento, dietro al Fuoco che prese l'oro.
Stabæk ha vinto il Tippeligaen 2008 e ha conquistato la sua prima serie d'oro battendo Brann 1-2 allo stadio Brann di Bergen. L'oro è stato celebrato dopo la vittoria per 6-2 contro il Vålerenga in uno stadio affollato di Nadderud nel penultimo round della serie. Questa era programmata per essere l'ultima partita del club allo stadio Nadderud ; Da quel momento in poi il club avrebbe suonato nel nuovo stadio di Fornebu, che dopo un accordo con Telenor fu chiamato Telenor Arena . La stagione si è conclusa con l'argento NM dopo essere stata battuta da Vålerenga nella finale allo stadio Ullevaal. Nel 2009, Stabæk ha iniziato la stagione vincendo un altro titolo battendo il Vålerenga per 3-1 nelle super finalipoco prima dell'inizio della serie in Telenor Arena. La stagione è iniziata molto peggio nella serie, in cui Stabæk era al secondo posto con 7 punti dopo 8 round. Tre giri più tardi, lontano da Aalesund FK, il punto più basso assoluto è arrivato in termini di prestazioni, che dovrebbero rivelarsi l'inizio di un lungo rally - un raduno che alla fine ha portato Stabæk nella partita d'argento contro Molde , terminando con un bronzo. La stagione 2010 ha fornito un dodicesimo posto storicamente debole, la peggiore posizione di Stabæk mai vista dall'anno di retrocessione 2004. La stagione è stata caratterizzata da infortuni e incertezza sulla situazione dell'allenatore.
Prima della stagione 2011, Jørgen Lennartsson è stato assunto come allenatore. La partita di apertura si è conclusa con una perdita di 0-7 a LSK. Dopo la stagione, il club ha dovuto "tornare" allo stadio Nadderud a causa dell'estremo calo delle entrate. A Lennartsson è stato permesso di dimettersi e Petter Belsvik ha assunto la condanna a morte. La stagione 2012 si è conclusa con Stabæk in crisi dopo la sua peggior stagione al Tippeligaen di sempre. Nel 2013, la squadra ha giocato nell'Adeccoligaen. Sono finiti al secondo posto, che ha offerto la promozione diretta. Petter Belsvik si ritirò dopo la promozione e divenne un allenatore a Larvik e da Nothing venne l'ex manager della squadra nazionale statunitense Bob Bradley. Pertanto, Stabæk ha giocato la stagione 2014 nel Tippeligaen. nel 2015 c'erano 3 posti, ma Bob Badley non estese la cowgirl e andò al francese LeHavre. Prima della stagione 2016, Billy McKinlay è stato assunto come nuovo allenatore. Questo non ha funzionato ed è stato licenziato a luglio, come allenatore di 2 nella storia di Stabæk. Lo spagnolo Antoni Ordinas, impiegato presso il dipartimento del Jr, si è assunto la responsabilità. Lo Stabæk ha ottenuto 14 posti e quindi una partita di qualificazione, a causa di un misero tiro a Jerv a Grimstad combinato con una pausa nazionale, la prima partita di qualificazione è stata giocata contro Jerv a Grimstad 30.11 a 12 su un percorso roccioso e ghiacciato che mancava sia di luce che di calore. Jerv ha vinto questo 1-0 nell'insediamento di ritorno a Nadderud 04.

## Allenatori
- 1979-1982  Erling Hokstad
- 1982  Arne Legernes
- 1996-1997  Hans Backe
- 1998-2001  Anders Linderoth
- 2001-2004  Gaute Larsen
- 2005-2010  Jan Jönsson
- 2011  Jörgen Lennartsson
- 2012-2013  Petter Belsvik
- 2014-2015  Bob Bradley
- 2016  Billy McKinlay
- 2016-2018  Toni Ordinas
- 2018-2019  Henning Berg
- 2019-2021  Jan Jönsson
- 2021-2022  Eirik Kjønø
- 2022-2023  Lars Bohinen
- 2023-oggi  Bob Bradley

## Calciatori

### Hall of Fame
- Lars Joachim Grimstad (1988-1998)
- Tom Fodstad (1992-1994)
- André Flem (1989-2003)
- Alanzinho (2005-2009)
- Daniel Nannskog (2005-2010)

## Palmarès

### Competizioni nazionali
- Campionato norvegese: 1

2008
- Coppa di Norvegia: 1

1998
- Supercoppa di Norvegia: 1

2009
- 1. divisjon: 1

2005

### Competizioni giovanili
- Norgesmesterskapet G19: 1

2008
- Norgesmesterskapet G16: 3

2017, 2018, 2024

### Altri piazzamenti
- Campionato norvegese:

Secondo posto: 2007
Terzo posto: 1998, 2003, 2009, 2015
- Coppa di Norvegia:

Finalista: 2008
Semifinalista: 2002, 2004, 2007, 2014, 2022-2023
- 1. divisjon:

Secondo posto: 2013
- UEFA Fair Play ranking: 1

2011-2012

## Organico

### Rosa 2025
Rosa aggiornata al 17 aprile 2025.
| N. |                      | Ruolo | Calciatore            |
| -- | -------------------- | ----- | --------------------- |
| 1  | Norvegia (bandiera)  | P     | Sondre Rossbach       |
| 2  | Danimarca (bandiera) | D     | Kasper Pedersen       |
| 4  | Norvegia (bandiera)  | D     | Nicolai Næss          |
| 5  | Norvegia (bandiera)  | D     | Jørgen Skjelvik       |
| 6  | Serbia (bandiera)    | C     | Aleksa Matić          |
| 7  | Norvegia (bandiera)  | A     | Rasmus Eggen Vinge    |
| 8  | Norvegia (bandiera)  | A     | Magnus Lankhof Dahlby |
| 9  | Mali (bandiera)      | A     | Bassekou Diabaté      |
| 10 | Norvegia (bandiera)  | C     | Herman Geelmuyden     |
| 11 | Norvegia (bandiera)  | A     | Oskar Spiten-Nysæter  |
| 12 | Norvegia (bandiera)  | P     | Leander Gunnerød      |
| 14 | Danimarca (bandiera) | D     | Mads Nielsen          |
| 15 | Norvegia (bandiera)  | D     | Olav Veum             |
| 16 | Norvegia (bandiera)  | D     | Andreas Hoven         |

| N. |                        | Ruolo | Calciatore           |
| -- | ---------------------- | ----- | -------------------- |
| 17 | Norvegia (bandiera)    | C     | Sebastian Olderheim  |
| 18 | Ghana (bandiera)       | C     | Abu Bawa             |
| 19 | Norvegia (bandiera)    | D     | Fillip Jenssen Riise |
| 20 | Norvegia (bandiera)    | D     | Aleksander Andresen  |
| 21 | Norvegia (bandiera)    | C     | Kristian Onsrud      |
| 22 | Norvegia (bandiera)    | A     | Kristian Opseth      |
| 23 | Norvegia (bandiera)    | C     | William Wendt        |
| 24 | Norvegia (bandiera)    | C     | Kaloyan Kostadinov   |
| 26 | Norvegia (bandiera)    | D     | Joachim Nysveen      |
| 27 | Ghana (bandiera)       | C     | Emmanuel Danso       |
| 28 | Norvegia (bandiera)    | C     | Jesper Isaksen       |
| 29 | Norvegia (bandiera)    | D     | Karsten Ekorness     |
| 30 | Danimarca (bandiera)   | A     | Frederik Ellegaard   |
| –– | Stati Uniti (bandiera) | C     | Thomas Roberts       |